# Retificador controlado de silício

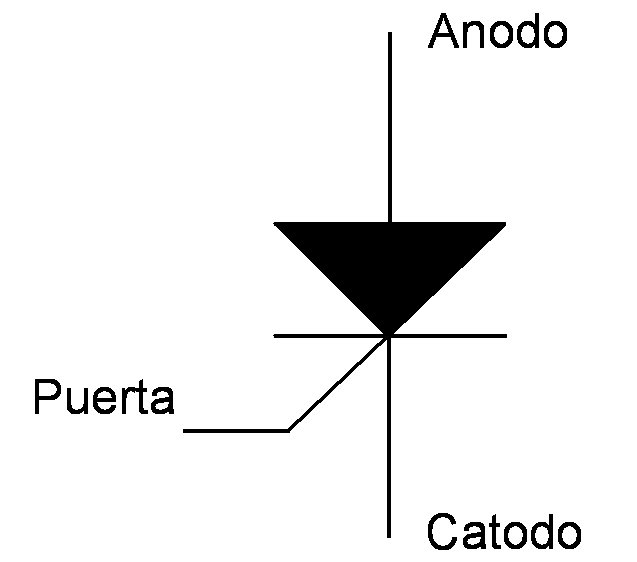
Símbolo do tiristor.

O retificador controlado de silício (em inglês SCR: silicon controlled rectifier) é um tipo de tiristor formado por quatro capas de material semicondutor com estrutura PNPN ou NPNP. Como o próprio nome indica, o SCR é um retificador controlado, ou seja, um elemento ou um circuito que realiza a conversão da corrente alternada em corrente contínua e que controla o quanto "chega" de tensão, de corrente e de potência na carga.

Tiristor

Um SCR possui três conexões: ânodo, cátodo e gate, também chamado de gatilho. O gate é responsável por determinar a passagem de corrente entre os terminais principais do tiristor, ou seja, entre o ânodo e o cátodo. Se o gate não for acionado, o tiristor não conduz; se acionado, o SCR conduz caso a corrente vá do ânodo para o cátodo. Em corrente alternada, a cada alternância de semiciclo da tensão, o SCR comuta. A comutação ocorre quando o tiristor para de conduzir, voltando ao estado de bloqueio da corrente, até ser disparado outra vez (aplicação de pulso de corrente no gate). Em corrente contínua, é necessário um circuito de bloqueio forçado, ou, então, a interrupção do circuito.
O pulso no gate tem que durar consideravelmente, ou repetitivamente, caso tiristor esteja em corrente alternada. Neste caso, ao atrasar ou adiantar o pulso de disparo (ângulo de disparo), controla-se a fase da corrente ao passar na carga. Uma vez arrancado, a tensão do gate pode ser anulada, e o tiristor continuará a conduzir até que a corrente da carga diminua quando abaixo da corrente de manutenção (na prática, quando a onda senoidal "chega" a zero).
Quando se produz uma variação brusca de tensão entre ânodo e cátodo de um tiristor, ele pode se disparar e entrar em condução, mesmo que não haja corrente no gate. Por isso, dá-se como característica a taxa máxima de subida de tensão que permite manter bloqueado o SCR. Esse efeito se produz devido ao condensador parasita existente entre o gate e o anodo.
Os retificadores controlados de silício são utilizados na eletrônica de potência, no campo do controle, especialmente em controle de motores, bem como pode ser usado como interruptor de tipo eletrônico.

## Tiristor tetrodo

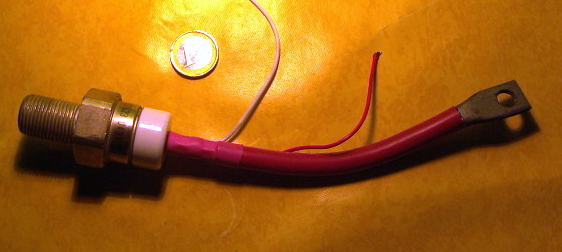
SCR. O cabo branco é a porta. O vermelho fino serve de referência da tensão de cátodo.

São tiristores com dois elétrodos de disparo: porta de anodo (anode gate) e porta de cátodo (cathode gate). O BRY39 é um tiristor tetrodo.

## Parâmetros do SCR
- VRDM: Máxima Tensão inversa de fechado (VG = 0)
- VFOM: Máxima Tensão direta sem fechado (VG = 0)
- IF: Máxima corrente direta permitida.
- PG: Máxima dissipação de potência entre comporta e cátodo.
- VGT-IGT: Máxima Tensão ou corrente requerida na comporta (G) para o fechado
- IH: Mínima corrente de ânodo requerida para manter fechado o SCR
- dv/dt: Máxima variação de voltagem sem produzir fechado.
- di/dt: Máxima variação de corrente aceitada antes de destruir o SCR